# Ana Karenina
Ana Karénina (en ruso, А́нна Каре́нина) es una novela del autor ruso León Tolstói, publicada por primera vez en forma de libro en 1878. Muchos escritores la consideran una de las obras literarias más grandes jamás escritas, y el mismo Tolstói la llamó su primera novela verdadera. Inicialmente se publicó en entregas en serie desde 1875 hasta 1877, y todas menos la última parte aparecieron en la revista El Mensajero Ruso.
Una novela compleja en ocho partes, con más de una docena de personajes principales, Ana Karénina se distribuye en más de 800 páginas (dependiendo de la traducción y el editor), generalmente contenidas en dos volúmenes. Trata temas de traición, fe, familia, matrimonio, sociedad imperial rusa, deseo y vida rural versus urbana. La historia se centra en una aventura extramatrimonial entre Ana, esposa de Alekséi Karenin, y el apuesto oficial de caballería, el conde Alekséi Kirílovich Vronsky, que escandaliza a los círculos sociales de San Petersburgo y obliga a los jóvenes amantes a huir a Italia en busca de la felicidad. Después de regresar a Rusia, sin embargo, sus vidas se desmoronan aún más.
La historia tiene lugar en el contexto de las reformas liberales iniciadas por el emperador Alejandro II de Rusia y las rápidas transformaciones sociales que siguieron. La novela ha sido adaptada a varios medios, incluidos el teatro, la ópera, el cine, la televisión, el ballet, el patinaje artístico y el radioteatro.

## Personajes principales
- Ana Arkádyevna Karénina (Анна Аркадьевна Каренина): hermana de Stepán Oblonsky, esposa de Karenin y amante de Vronsky.
- Conde Alekséi Kirílovich Vronsky (Алексей Кириллович Вронский): Amante de Ana, oficial de caballería.
- Príncipe Stepán "Stiva" Arkádyevich Oblonsky (Степан "Стива" Аркадьевич Облонский): funcionario y hermano de Ana, hombre de ciudad, 34 años. (Stepán y Stiva son formas rusas de Esteban y Estefi o, en inglés, Stephen y Steve, respectivamente.)
- Princesa Darya "Dolly" Aleksándrovna Oblónskaya (Дарья "Долли" Александровна Облонская): esposa de Stepán, 33 años de edad.
- Alekséi Aleksándrovich Karenin (Алексей Александрович Каренин): estadista sénior y esposo de Ana, veinte años mayor que ella.
- Konstantín "Kostya" Dmítrievich Levin/Lyovin (Константин Дмитриевич Лёвин): Pretendiente de Kitty, viejo amigo de Stiva, terrateniente, 32 años.
- Nikolái Dmítrievich Levin/Lyovin (Николай Дмитриевич Лёвин): el hermano mayor de Konstantín, alcohólico empobrecido.
- Serguéi Ivánovich Kóznyshev (Сергей Иванович Кознышев): medio hermano de Konstantín, célebre escritor, 40 años.
- Princesa Ekaterina "Kitty" Aleksándrovna Scherbátskaya (Екатерина Александровна Щербацкая): hermana menor de Dolly y luego esposa de Levin, 18 años.
- Princesa Elizaveta "Betsy" Tverskaya (Елизавета "Бетси" Тверская): amiga de la sociedad adinerada y moralmente relajada de Ana y prima de Vronsky.
- Condesa Lidia (o Lydia) Ivánovna (Лидия Ивановна): líder de un círculo de la alta sociedad que incluye a Karenin y evita a la princesa Betsy y su círculo. Mantiene un interés por los ortodoxos rusos, místicos y espirituales.
- Condesa Vrónskaya: la madre de Vronsky.
- Serguéi "Seryozha" Alekséievich Karenin (Сергей "Серёжа" Каренин): el hijo de Ana y Karenin, de 8 años.
- Ana "Annie" (Анна "Ани"): la hija de Ana y Vronsky.
- Agafya Mijáilovna: ex enfermera de Levin, ahora su ama de llaves de confianza.

## Resumen de la historia
La novela se divide en ocho partes. Su epígrafe es "Mía es la venganza, yo pagaré", de Romanos 12:19, que a su vez cita de Deuteronomio 32:35. La novela comienza con una de sus líneas más citadas:

Todas las familias felices se parecen; las desdichadas lo son cada una a su modo.

### Parte 1

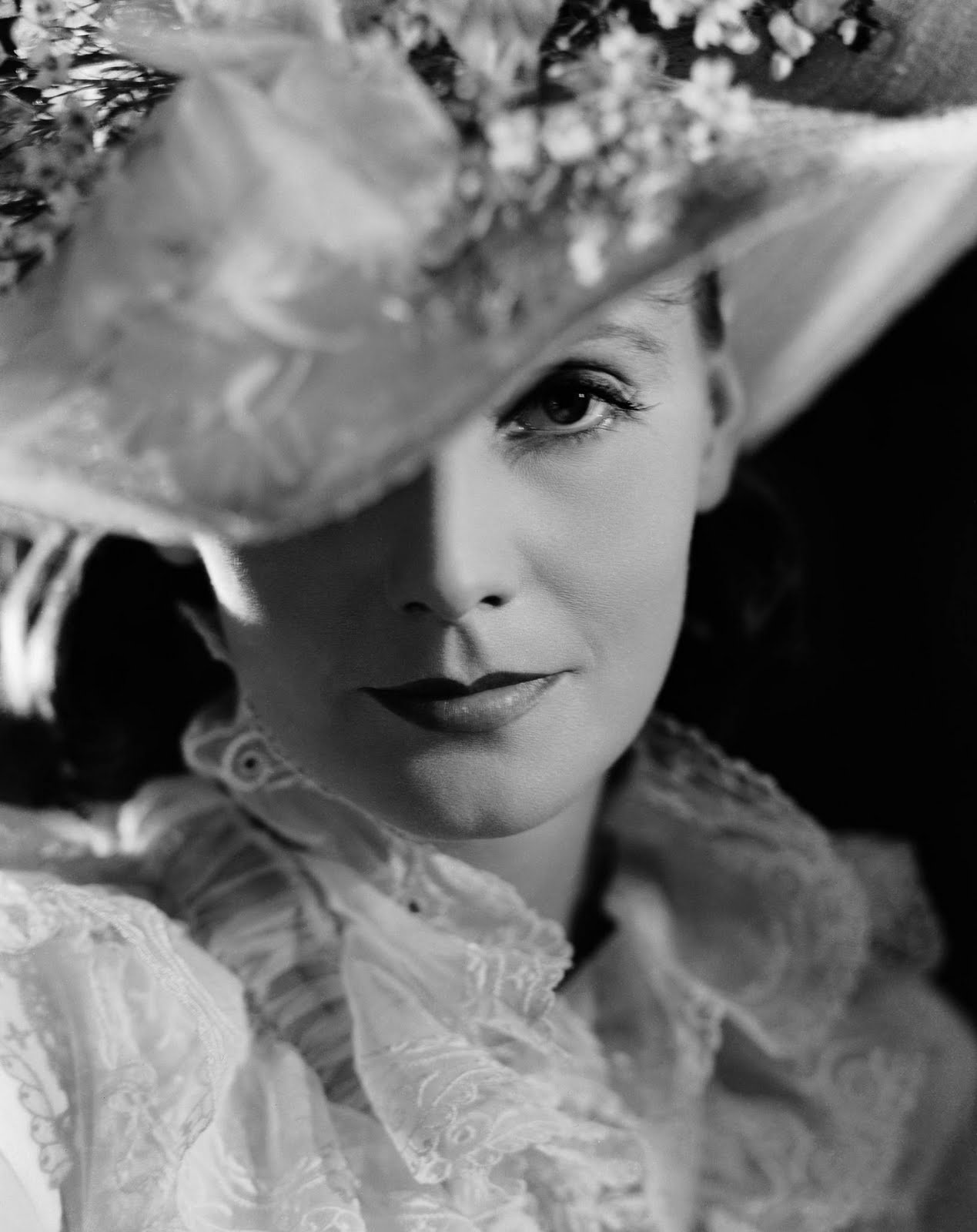
Greta Garbo en un fotograma publicitario de Ana Karenina, la influyente producción de MGM de 1935 de la novela de Tolstói.

La novela comienza con una escena que presenta al príncipe Stepán Arkádyevich Oblonsky ("Stiva"), un aristócrata y funcionario de Moscú que le ha sido infiel a su esposa, la princesa Darya Aleksándrovna ("Dolly"). Dolly ha descubierto su romance con la institutriz de la familia, y la casa y la familia están en crisis. Stiva informa a la familia que su hermana casada, Ana Arkádyevna Karénina, viene de visita desde San Petersburgo en un intento por calmar la situación.
Mientras tanto, el amigo de la infancia de Stiva, Konstantín Dmítrievich Levin ("Kostya"), llega a Moscú con el objetivo de proponerle matrimonio a la hermana menor de Dolly, la princesa Katerina Aleksándrovna Scherbátskaya ("Kitty"). Levin es un terrateniente aristocrático apasionado, inquieto, pero tímido que, a diferencia de sus amigos de Moscú, elige vivir en el campo en su gran propiedad. Descubre que Kitty también está siendo perseguida por el conde Alekséi Kirílovich Vronsky, un oficial de caballería del ejército.
Mientras se encuentra en la estación de tren para encontrarse con Ana, Stiva se encuentra con Vronsky, quien está allí para encontrarse con su madre, la condesa Vrónskaya. Ana y Vrónskaya han viajado y conversado juntas en el mismo compartimento. Cuando los miembros de la familia se reúnen y Vronsky ve a Ana por primera vez, un trabajador ferroviario cae accidentalmente frente a un tren y muere. Ana interpreta esto como un "mal presagio". Vronsky, sin embargo, está enamorado de Ana y dona doscientos rublos a la familia del muerto, lo que la impresiona. Ana también está inquieta por dejar solo a su hijo pequeño, Serguéi ("Seryozha"), por primera vez.
En la casa de Oblonsky, Ana habla abierta y emocionalmente con Dolly sobre la aventura de Stiva y la convence de que Stiva todavía la ama, a pesar de la infidelidad. Dolly se conmueve con los discursos de Ana y decide perdonar a Stiva.
Kitty, que viene a visitar a Dolly y Ana, tiene solo dieciocho años. En su primera temporada como debutante, se espera que haga una excelente pareja con un hombre de su posición social. Vronsky le ha estado prestando mucha atención y ella espera bailar con él en un baile esa noche. Kitty está muy sorprendida por la belleza y la personalidad de Ana y se enamora de ella al igual que Vronsky. Cuando Levin le propone matrimonio a Kitty en su casa, ella torpemente lo rechaza, creyendo que está enamorada de Vronsky y que él le propondrá matrimonio, y su madre la anima a hacerlo, quien cree que Vronsky sería una mejor pareja (en contraste al padre de Kitty, que favorece a Levin).
En el gran baile, Kitty espera escuchar algo definitivo de Vronsky, pero él baila con Ana y la elige a ella como compañera en lugar de a Kitty, conmocionada y desconsolada. Kitty se da cuenta de que Vronsky se ha enamorado de Ana y no tiene intención de casarse con ella, a pesar de sus coqueteos abiertos. Vronsky ha considerado sus interacciones con Kitty simplemente como una fuente de diversión y asume que Kitty ha actuado por las mismas razones. Ana, conmocionada por su respuesta emocional y física a Vronsky, regresa de inmediato a San Petersburgo. Vronsky viaja en el mismo tren. Durante el viaje nocturno, los dos se encuentran y Vronsky le confiesa su amor. Ana lo rechaza, aunque está profundamente afectada por sus atenciones hacia ella.
Levin, aplastado por la negativa de Kitty, regresa a su propiedad, abandonando cualquier esperanza de matrimonio. Ana regresa con su esposo, el conde Alekséi Aleksándrovich Karenin, un alto funcionario del gobierno, y su hijo, Seryozha, en San Petersburgo. Al ver a su esposo por primera vez desde su encuentro con Vronsky, Ana se da cuenta de que lo encuentra poco atractivo, aunque se dice a sí misma que es un buen hombre.

### Parte 2
Los Scherbatsky consultan a los médicos el estado de salud de Kitty, que ha estado fallando desde el rechazo de Vronsky. Un especialista aconseja que Kitty se vaya al extranjero a un balneario para recuperarse. Dolly habla con Kitty y comprende que está sufriendo por Vronsky y Levin, a quienes cuida y lastimó en vano. Kitty, humillada por Vronsky y atormentada por su rechazo a Levin, molesta a su hermana al referirse a la infidelidad de Stiva, diciendo que nunca podría amar a un hombre que la traicionó. Mientras tanto, Stiva visita a Levin en su finca mientras vende un terreno cercano.
En San Petersburgo, Ana comienza a pasar más tiempo en el círculo íntimo de la princesa Elizaveta ("Betsy"), una socialite a la moda y prima de Vronsky. Vronsky continúa persiguiendo a Ana. Aunque inicialmente intenta rechazarlo, finalmente sucumbe a sus atenciones y comienza una aventura. Mientras tanto, Karenin le recuerda a su esposa la incorrección de prestar demasiada atención a Vronsky en público, que se está convirtiendo en tema de chismes. Le preocupa la imagen pública del matrimonio, aunque cree erróneamente que Ana está por encima de toda sospecha.
Vronsky, un jinete entusiasta, participa en una carrera de obstáculos, durante la cual monta a su yegua Frou-Frou con demasiada fuerza; su irresponsabilidad hace que se caiga y rompa el lomo del caballo. Ana no puede ocultar su angustia durante el accidente. Antes de esto, Ana le había dicho a Vronsky que estaba embarazada de su hijo. Karenin también está presente en las carreras y le comenta a Ana que su comportamiento es inapropiado. Ana, en un estado de extrema angustia y emoción, le confiesa su aventura a su marido. Karenin le pide que rompa para evitar más chismes, creyendo que su matrimonio se preservará.
Kitty y su madre viajan a un balneario alemán para recuperarse de su mala salud. Allí conocen a la pietista en silla de ruedas Madame Stahl y a la santa Várenka, su hija adoptiva. Influenciada por Várenka, Kitty se vuelve extremadamente piadosa, pero se desilusiona con las críticas de su padre cuando se entera de que Madame Stahl está fingiendo su enfermedad. Luego regresa a Moscú.

### Parte 3

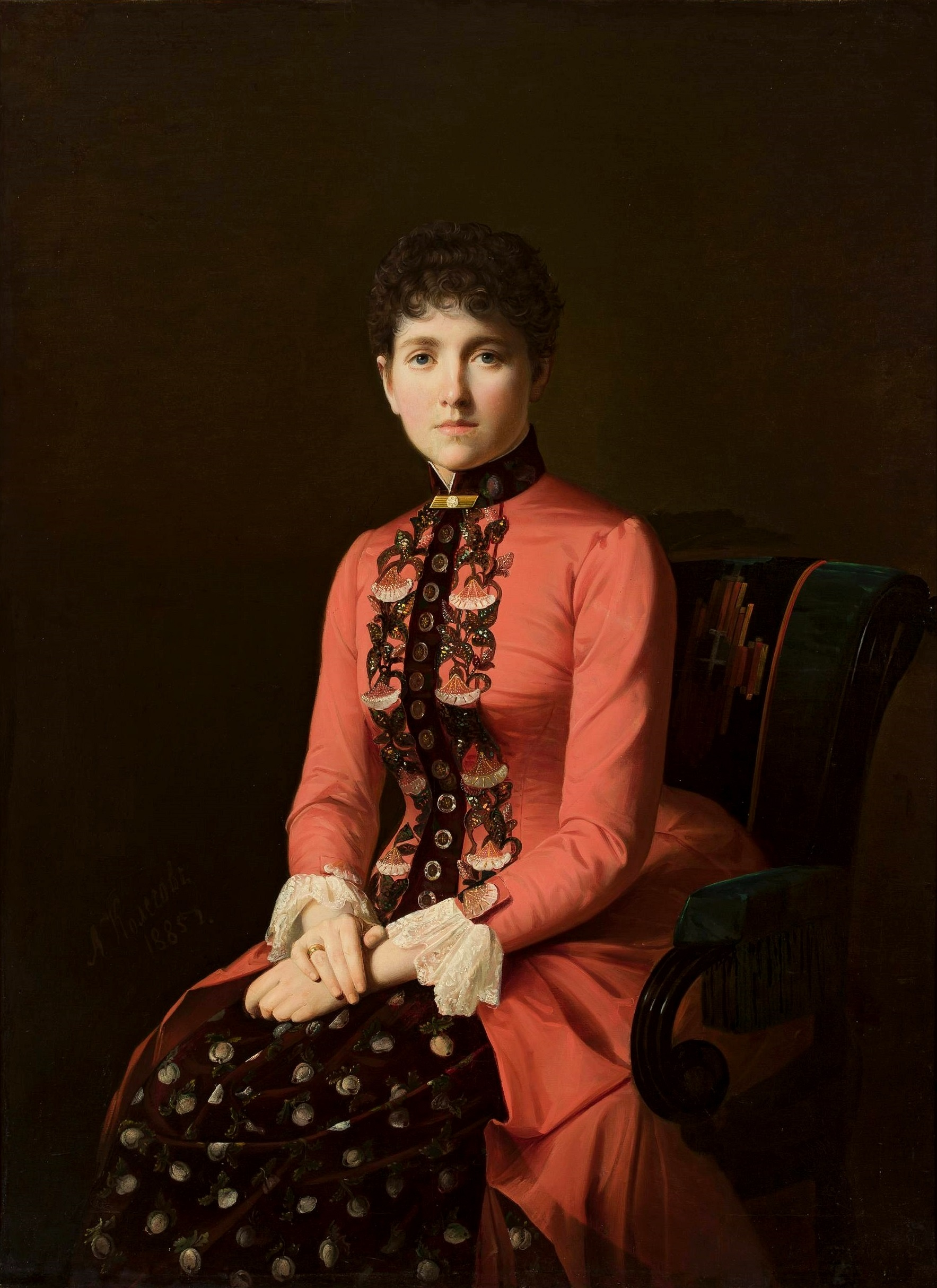
Retrato de una mujer joven (conocido como "Ana Karénina") de Alekséi Mijáilovich Kólesov, 1885, Museo Nacional de Varsovia

Levin continúa trabajando en su hacienda, un entorno íntimamente ligado a sus pensamientos y luchas espirituales. Lucha con la idea de la falsedad, preguntándose cómo debería librarse de ella y criticando lo que siente que es falsedad en los demás. Desarrolla ideas relacionadas con la agricultura y la relación única entre el trabajador agrícola y su tierra y cultura nativas. Llega a creer que las reformas agrícolas de Europa no funcionarán en Rusia debido a la cultura y personalidad únicas del campesino ruso. También reflexiona sobre la situación de los mujíks, que no poseían propiedades.
Cuando Levin visita a Dolly, ella intenta comprender qué sucedió entre él y Kitty y explicar el comportamiento de Kitty. Levin está muy agitado por la charla de Dolly sobre Kitty, y comienza a sentirse distante de Dolly ya que percibe que su comportamiento amoroso hacia sus hijos es falso. Levin decide olvidar a Kitty y contempla la posibilidad de casarse con una campesina. Sin embargo, un avistamiento casual de Kitty en su carruaje hace que Levin se dé cuenta de que todavía la ama. Mientras tanto, en San Petersburgo, Karenin se niega a separarse de Ana e insiste en que su relación continuará. Él amenaza con llevarse a Seryozha si ella persiste en su romance con Vronsky.

### Parte 4
Cuando Ana y Vronsky continúan viéndose, Karenin consulta con un abogado sobre cómo obtener el divorcio. El divorcio en Rusia solo podía ser solicitado por la parte inocente en una aventura y requería que la parte culpable confesara, lo que arruinaría la posición de Ana en la sociedad y le impediría volver a casarse en la Iglesia Ortodoxa, o que la parte culpable sea descubierta en el acto de adulterio. Karenin obliga a Ana a entregar algunas de las cartas de amor de Vronsky, que el abogado considera insuficientes como prueba de la aventura. Stiva y Dolly discuten contra el deseo de divorcio de Karenin.
Karenin cambia sus planes después de enterarse de que Ana se está muriendo tras el difícil nacimiento de su hija, Annie. Junto a su cama, Karenin perdona a Vronsky. Sin embargo, Vronsky, avergonzado por la magnanimidad de Karenin, intenta sin éxito suicidarse pegándose un tiro. A medida que Ana se recupera, descubre que no puede soportar vivir con Karenin a pesar de su perdón y su apego a Annie. Cuando escucha que Vronsky está a punto de irse a un puesto militar en Taskent, se desespera. Ana y Vronsky se reúnen y se fugan a Europa, dejando la oferta de divorcio de Karenin.
Mientras tanto, Stiva actúa como casamentero con Levin: organiza una reunión entre él y Kitty, lo que resulta en su reconciliación y compromiso.

### Parte 5
Levin y Kitty se casan y comienzan su nueva vida en su finca de campo. Aunque la pareja es feliz, los primeros tres meses de matrimonio son amargos y estresantes. Levin se siente insatisfecho por la cantidad de tiempo que Kitty quiere pasar con él y piensa en su incapacidad para ser tan productivo como cuando era soltero. Cuando el matrimonio empieza a mejorar, Levin se entera de que su hermano, Nikolái, se está muriendo de tisis. Kitty se ofrece a acompañar a Levin en su viaje para ver a Nikolái y demuestra ser de gran ayuda para cuidar a Nikolái. Al principio, trata de oponerse, pero al final cede ante la insistencia de su esposa. Al ver a Kitty desenvolverse mucho mejor de lo que el habría podido solo, su amor por ella crece. Kitty finalmente se entera de que está embarazada.
En Europa, Vronsky y Ana luchan por encontrar amigos que los acepten. Mientras Ana está feliz de estar finalmente a solas con Vronsky, él se siente sofocado. No pueden socializar con rusos de su misma clase y les resulta difícil divertirse. Vronsky, quien creía que estar con Ana era la clave de su felicidad, se encuentra cada vez más aburrido e insatisfecho. Se dedica a la pintura y hace un intento de patrocinar a un genio artista ruso emigrado. Sin embargo, Vronsky no puede ver que su propio arte carece de talento y pasión, y que su conversación sobre arte es extremadamente pretenciosa. Cada vez más inquietos, Ana y Vronsky deciden regresar a Rusia.
En San Petersburgo, Ana y Vronsky se hospedan en uno de los mejores hoteles, pero toman suites separadas. Queda claro que Vronsky puede moverse libremente en la sociedad rusa, pero Ana no. Incluso su vieja amiga, la princesa Betsy, que también ha tenido aventuras, la evade. Ana comienza a sentirse ansiosa porque Vronsky ya no la ama. Mientras tanto, Karenin es consolado por la condesa Lidia Ivánovna, una entusiasta de las ideas religiosas y místicas de moda entre las clases altas. Ella le aconseja que mantenga a Seryozha alejado de Ana y que le diga que está muerta. Sin embargo, Seryozha se niega a creer que esto sea cierto. Ana visita a Seryozha sin invitación en su noveno cumpleaños, pero Karenin la descubre.
Ana, desesperada por recuperar al menos parte de su posición anterior en la sociedad, asiste a un espectáculo en el teatro en el que están presentes los ricos de San Petersburgo. Vronsky le ruega que no vaya, pero no se atreve a explicarle por qué no puede asistir. En el teatro, Ana es abiertamente desairada por sus antiguas amigas, y una de ellas abandona el teatro tras montarle una escena. Ana está devastada. Incapaces de encontrar un lugar para ellos en San Petersburgo, Ana y Vronsky se van a la finca de Vronsky.

### Parte 6
Dolly, su madre, la princesa Scherbátskaya, y los hijos de Dolly pasan el verano con Levin y Kitty. La vida de los Levin es simple y tranquila, aunque Levin está inquieto por la "invasión" de tantos Scherbatsky. Se pone extremadamente celoso cuando uno de los visitantes, Veslovsky, coquetea abiertamente con Kitty embarazada. Levin intenta superar sus celos y lo logra brevemente durante una cacería con Veslovsky y Oblonsky, pero finalmente sucumbe a sus sentimientos y le ordena a Veslovsky que se vaya en una escena vergonzosa. Veslovsky inmediatamente se va a ver con Ana y Vronsky en su finca cercana.
Cuando Dolly visita a Ana, se sorprende por la diferencia entre la vida hogareña aristocrática pero sencilla de los Levin y la propiedad de campo abiertamente lujosa de Vronsky. Tampoco puede seguir el ritmo de los vestidos de moda de Ana o los gastos extravagantes de Vronsky en un hospital que está construyendo. Además, no todo va del todo bien a Ana y Vronsky. Dolly nota el comportamiento ansioso de Ana y sus incómodos coqueteos con Veslovsky. Vronsky le hace una petición emocional a Dolly, pidiéndole que convenza a Ana de que se divorcie de Karenin para que los dos puedan casarse y vivir normalmente.
Ana siente fuertes celos de Vronsky y no puede soportar cuando él la deja, incluso para excursiones cortas. Cuando éste se va por varios días de las elecciones provinciales, Ana se convence de que debe casarse con él para evitar que la deje. Después de que Ana le escribe a Karenin, ella y Vronsky se van del campo a Moscú.

### Parte 7
Durante su visita a Moscú por el encierro de Kitty, Levin se acostumbra rápidamente a la vida social acelerada, costosa y frívola de la ciudad. Acompaña a Stiva a un club de caballeros, donde los dos conocen a Vronsky. Levin y Stiva visitan a Ana, que ocupa sus días vacíos siendo la patrona de una niña inglesa huérfana. Levin inicialmente está inquieto por la visita, pero Ana fácilmente lo deslumbra. Cuando éste le cuenta a Kitty que ha visitado a Ana, ella lo acusa de haberse enamorado de ella. Más tarde, la pareja se reconcilia y se da cuenta de que la vida en la sociedad de Moscú ha tenido un efecto poderoso en Levin.
Ana no puede entender por qué puede atraer a un hombre como Levin, que tiene una esposa joven y hermosa, pero ya no puede atraer a Vronsky. Su relación con Vronsky es cada vez más tensa, porque él puede moverse libremente en la sociedad rusa mientras ella permanece excluida. Su creciente amargura, aburrimiento y celos hacen que la pareja discuta. Ana usa morfina como ayuda para dormir, un hábito que comenzó mientras vivía con Vronsky en su finca de campo. Se ha vuelto dependiente de ese fármaco. Mientras tanto, después de un parto largo y difícil, Kitty da a luz a un hijo, Dmitri, apodado "Mitya". Levin está horrorizado y profundamente conmovido al ver al pequeño e indefenso bebé.
Stiva visita a Karenin para buscar su elogio para un nuevo puesto. Durante la visita, Stiva le pide a Karenin que le conceda el divorcio a Ana (lo que requeriría que él confiese una aventura inexistente), pero las decisiones de Karenin ahora están gobernadas por un "clarividente " francés recomendado por Lidia Ivánovna. El clarividente aparentemente tuvo una visión mientras dormía durante la visita de Stiva y le da a Karenin un mensaje críptico que interpreta de tal manera que debe rechazar la solicitud de divorcio.
Ana se vuelve cada vez más celosa e irracional con Vronsky, de quien sospecha que tiene aventuras amorosas con otras mujeres. También está convencida de que él cederá a los planes de su madre de casarlo con una mujer rica de la alta sociedad. Tienen una pelea amarga y Ana cree que la relación ha terminado. Comienza a pensar en el suicidio como un escape de sus tormentos. En su confusión mental y emocional, envía un telegrama a Vronsky pidiéndole que vaya a casa con ella y luego visita a Dolly y Kitty. La confusión y la ira de Ana la superan y, en simetría consciente con la muerte del trabajador ferroviario en su primer encuentro con Vronsky, desde el nivel del suelo al final de una plataforma ferroviaria, se arroja con fatal intención entre los juegos de ruedas de un tren de carga que pasa.

### Parte 8
El último libro de Serguéi Ivánovich Kóznyshev (medio hermano de Levin) es ignorado por lectores y críticos y participa en el compromiso ruso con el paneslavismo. Stiva obtiene el puesto que tanto deseaba, y Karenin toma la custodia del bebé de Vronsky y Ana, Annie. Un grupo de voluntarios rusos, incluido Vronsky que busca la muerte, parten de Rusia para luchar en la revuelta ortodoxa búlgara que ha estallado contra los turcos, más ampliamente identificada como la Guerra ruso-turca de finales de la década de 1870.
Se produce una tormenta eléctrica en la propiedad de Levin mientras su esposa y su hijo recién nacido están al aire libre y, temiendo por su seguridad, Levin se da cuenta de que realmente ama a su hijo tanto como a Kitty. A la familia de Kitty le preocupa que un hombre tan altruista como su marido no se considere cristiano.
Después de hablar extensamente con un campesino, Levin cambia de opinión y concluye que sí cree en los principios cristianos que le enseñaron en la infancia y ya no cuestiona su fe. Se da cuenta de que uno debe decidir por sí mismo lo que es aceptable con respecto a la propia fe y creencias. Él elige no contarle a Kitty sobre el cambio que ha experimentado.
Levin inicialmente está disgustado porque su regreso a la fe no trae consigo una transformación completa a la justicia. Sin embargo, al final de la historia, Levin llega a la conclusión de que, a pesar de sus creencias recién aceptadas, es humano y seguirá cometiendo errores. Su vida ahora puede orientarse de manera significativa y veraz hacia la justicia.

## Estilo y temas principales
Muchos críticos consideran que el estilo de Tolstói en Ana Karénina es de transición y forma un puente entre la novela realista y la modernista. Según Ruth Benson en su libro sobre las heroínas de Tolstói, los diarios de Tolstói muestran lo disgustado que estaba con su estilo y enfoque para escribir en los primeros borradores de Ana Karénina, y lo cita diciendo: "Odio lo que he escrito. Las galeradas de Ana Karénina para el número de abril de El Mensajero Ruso (Russki Véstnik) ahora están sobre mi mesa, y realmente no tengo el corazón para corregirlas. Todo en ellos está tan podrido, y todo debería ser reescrito, todo lo que ha sido impreso también, desechado y fundido, desechado, renunciado (1876, JI 62: 265)".
Se piensa comúnmente que Ana Karénina explora los temas de la hipocresía, los celos, la fe, la fidelidad, la familia, el matrimonio, la sociedad, el progreso, el deseo y la pasión carnales, y la conexión agraria con la tierra en contraste con los estilos de vida de la ciudad. Según el teórico literario Kornelije Kvas, en la novela Ana Karénina, “las instituciones no oficiales del sistema, presentadas a través de salones sociales, funcionan como parte del aparato de poder que logra calmar el desorden creado por la acción emocional irracional de Ana, que es un símbolo de resistencia al sistema de control del comportamiento social". La traductora británica Rosemary Edmonds escribió que Tolstói no moraliza explícitamente en el libro, sino que permite que sus temas emerjan naturalmente del "vasto panorama de la vida rusa". También dice que uno de los mensajes clave de la novela es que "nadie puede construir su felicidad sobre el dolor de otro".
Levin a menudo se considera una representación semiautobiográfica de las propias creencias, luchas y eventos de la vida de Tolstói. El primer nombre de Tolstói es "Lev", y el apellido ruso "Levin" significa "de Lev". Según las notas a pie de página en la traducción de Pevear y Volokhonsky, los puntos de vista que apoya Levin a lo largo de la novela en sus argumentos coinciden con los puntos de vista abiertos de Tolstói sobre los mismos temas. Además, según W. Gareth Jones, Levin le propuso matrimonio a Kitty de la misma manera que Tolstói a Sophia Behrs. Además, la solicitud de Levin de que su prometida lea su diario como una forma de revelar sus defectos y encuentros sexuales anteriores es paralela a las solicitudes del propio Tolstói a su prometida Behrs.

## Contexto histórico
Los acontecimientos de la novela tienen lugar en el contexto de rápidas transformaciones como resultado de las reformas liberales iniciadas por el emperador Alejandro II de Rusia, la principal de ellas la reforma emancipadora de 1861, seguida de una reforma judicial, incluido un sistema de jurado; reformas militares, la introducción de gobiernos locales elegidos (zemstvo), el rápido desarrollo de los ferrocarriles, los bancos, la industria, el telégrafo, el surgimiento de nuevas élites empresariales y el declive de la antigua aristocracia terrateniente, una prensa más libre, el despertar de la opinión pública, el movimiento paneslavista, la querella de las mujeres, el voluntariado para ayudar a Serbia en su conflicto militar con el Imperio otomano en 1876, etc. Estos desarrollos contemporáneos son objeto de acalorados debates por parte de los personajes de la novela.
La estación de trenes suburbanos de Obirálovka, donde uno de los personajes se suicida, ahora se conoce como la ciudad de Zheleznodorozhny, en el óblast de Moscú.

## Traducciones al español[12][13]
- 2020, Plutón, Alaric Dukass
- 2019, Alma, J. Santos Hervás
- 2018, Verbum, Alexis Padrón Alfonso
- 2010, Alba, Víctor Gallego Ballestero (Premio de traducción de la literatura rusa en España 2012)
- 2011, Edaf, J. Santos Hervás, revisión de Olga Penzova
- 2009, Narcís Oller i Moragas
- 1990, Alianza, Juan López-Morillas
- 1986, Cátedra, L. Sureda y A. Santiago, revisada y corregida por Manuel Gisbert
- 1965, Círculo de Lectores, Miguel Rivera
- 1963, Bruguera, traducción del francés de Alfredo Santiago Shaw y Leoncio Sureda Guytó
- 1962, Zeus, José María Pons Fabré
- 1962, Maucci, J. Martínez Pelayo
- 1961, Mateu, Vicente Santiago
- 1959, Juventud, José Fernández Z.
- 1952, Aguilar, Irene Andresco y Laura Andresco
- 1943, Joaquín Gil, Alexis Marcoff
- 1941, Sopena Argentina, traducción del francés de Elena de la Colina de Gutiérrez
- 1933, Proa, Andreu Nin
- 1912, Sopena, traducción del francés de Tomás Orts-Ramos
- 1890, Maucci, J. Santos Hervás
- 1888, Enrique L. de Verneuil

## Adaptaciones

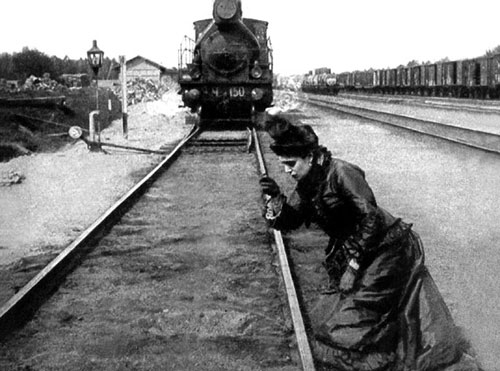
La actriz Mariya Guérmanova en un fotograma de la película de 1914 Anna Karénina, dirigida por Vladímir Gardin.

La novela ha sido adaptada a varios medios, incluyendo ópera, cine, televisión, ballet y radioteatro. La primera adaptación cinematográfica se estrenó en 1911 pero no ha sobrevivido.

### Cine y televisión
- 1911: Anna Karenina (película de 1911), una adaptación rusa dirigida por Maurice André Maître[15][16]
- 1914: Anna Karénina (película de 1914), una adaptación rusa dirigida por Vladímir Gardin
- 1915: Anna Karenina (película de 1915), una versión estadounidense protagonizada por la actriz danesa Betty Nansen
- 1918: Anna Karenina (película de 1918), una adaptación húngara protagonizada por Irén Varsányi como Ana Karénina
- 1927: Love (película de 1927), una versión estadounidense, protagonizada por Greta Garbo y dirigida por Edmund Goulding. Esta versión presentó cambios significativos con respecto a la novela y tuvo dos finales diferentes, uno feliz para el público estadounidense.
- 1935: Ana Karenina (película de 1935), protagonizada por Greta Garbo y Fredric March; Dirigida por Clarence Brown
- 1948: Anna Karenina (película de 1948) protagonizada por Vivien Leigh y Ralph Richardson; Dirigida por Julien Duvivier
- 1953: Ana Karénina (película de 1953), una versión rusa dirigida por Tatyana Lukashévich
- 1953: Panakkaari (Mujer rica), una adaptación en idioma tamil dirigida por K. S. Gopalakrishnan, protagonizada por T. R. Rajakumari, M. G. Ramachandran y V. Nagaiah.
- 1958: Amor prohibido, película argentina dirigida por Luis César Amadori y protagonizada por Zully Moreno
- 1960: Nahr al-Hob (Río de amor), película egipcia dirigida por Ezz El-Dine Zulficar
- 1961: Ana Karenina (película de 1961), una adaptación de BBC Television dirigida por Rudolph Cartier, protagonizada por Claire Bloom y Sean Connery.[17][18]
- 1967: Anna Karénina (película de 1967), una versión rusa dirigida por Aleksandr Zarjí, protagonizada por Tatiana Samóilova y Vasili Lanovói
- 1977: Anna Karenina, una serie de la BBC de diez episodios de 1977, dirigida por Basil Coleman y protagonizada por Nicola Pagett, Eric Porter y Stuart Wilson[19][20]
- 1975/1979: Anna Karénina (película de 1975), película de la producción del Teatro Bolshói, dirigida por Margarita Pilíjina, protagonizada por Maya Plisétskaya y Aleksandr Godunov, estrenada por primera vez en Finlandia en 1976. Lanzamiento en Estados Unidos en 1979[21][22]

- 1985: Ana Karenina (película de 1985), una película para televisión protagonizada por Jacqueline Bisset y Christopher Reeve, dirigida por Simon Langton
- 1997: Ana Karenina (película de 1997), la primera versión estadounidense filmada íntegramente en Rusia, dirigida por Bernard Rose y protagonizada por Sophie Marceau y Sean Bean
- 2000: Ana Karenina (serie de TV de 2000), una versión británica de David Blair y protagonizada por Helen McCrory y Kevin McKidd[23]
- 2012: Ana Karenina (película de 2012), una versión británica de Joe Wright a partir de un guion de Tom Stoppard, protagonizada por Keira Knightley y Jude Law
- 2013: Ana Karenina (serie de TV de 2013), una coproducción para televisión en inglés, italiano, francés, español, alemán y lituano de Christian Duguay y protagonizada por Vittoria Puccini, Benjamin Sadler y Santiago Cabrera; presentado alternativamente como una miniserie de dos partes o una sola película de 3 horas y 15 minutos[24][25][26]
- 2015: The Beautiful Lie (serie de TV de 2015), una versión libre contemporánea australiana de Ana Karénina, de Glendyn Ivin y Peter Salmon protagonizada por Sarah Snook, Roger Corser, Benedict Samuel, Sophie Lowe[27]
- 2017: Ana Karénina. Historia de Vronsky, una adaptación rusa dirigida por Karén Shajnazárov, protagonizada por Yelizaveta Boiárskaia y Maksim Matvéyev

### Teatro
- 1992: Helen Edmundson adaptó Ana Karénina para una producción de Shared Experience que realizó una gira por el Reino Unido e internacionalmente; Edmundson ganó un premio Time Out y un premio TMA[28][29]

### Ballet
- 1972: Anna Karénina, coreografía de Natalia Ryzhenko, Maya Plisétskaya y Smirnov-Golovánov, con música de Rodión Shchedrín
- 1979: Ana Karenina, coreografía de André Prokovsky, con música de Chaikovski[30]
- 2005: Ana Karénina, coreografía de Borís Eifman, con música de Chaikovski
- 2019: Ana Karenina, coreografía de Yuri Possokhov, con música de Ilyá Demutsky[31]

### Radio
- 1949: The MGM Theatre of the Air, protagonizada por Marlene Dietrich y dirigida por Marx Loeb[32]